# Championnat d'Afrique des nations masculin de handball 1985
Navigation
Égypte  1983 Maroc 1987
La 6e édition du championnat d'Afrique des nations masculin de handball a eu lieu à Luanda (Angola) du 14 au 23 septembre 1985. Le tournoi réunit les meilleures équipes masculines de handball en Afrique et est joué en même temps que le tournoi féminin mais pour la première fois pas dans le même pays.
En finale, l'Algérie s'impose 23 à 17 face à la Tunisie et remporte son 3e titre consécutif de champion d'Afrique. De plus, elle obtient à cette occasion sa qualification pour le championnat du monde 1986.

## Qualifications
L'Algérie, le RP Congo, la Tunisie, l'Égypte et le Cameroun ont obtenu leur qualification grâce à leur classement au Championnat d'Afrique des nations 1983.
Le Nigeria, le Côte d'Ivoire, le Maroc et l'Angola ont obtenu leur qualification à l'occasion du Championnat d'Afrique des nations B 1985.
Le motif de qualification du Sénégal (6e en 1983) est indéterminé.
Le Maroc, qui devait être dans la poule A, a déclaré forfait, tout comme peut-être la Guinée.

## Tour préliminaire
Les résultats sont :

### Poule A
- 15 septembre 1985:
  -  Algérie 15-11  Tunisie
  -  Nigeria 19-16  Cameroun
- 16 septembre 1985
  -  Algérie 25-15  Cameroun
  -  Tunisie 21-17  Nigeria
- 17 septembre 1985
  -  Algérie 23-21  Nigeria
- 18 septembre 1985
  -  Tunisie 30-22  Cameroun
- Classement final :

|   | Équipe   | Pts | J | G | N | P | Bp | Bc | Diff |
| - | -------- | --- | - | - | - | - | -- | -- | ---- |
| 1 | Algérie  | 6   | 3 | 3 | 0 | 0 | 63 | 47 | 16   |
| 2 | Tunisie  | 4   | 3 | 2 | 0 | 1 | 62 | 54 | 8    |
| 3 | Nigeria  | 2   | 3 | 1 | 0 | 0 | 57 | 60 | -3   |
| 4 | Cameroun | 0   | 3 | 0 | 0 | 3 | 53 | 74 | -21  |

### Poule B
- Journée 1, 14 et 15 septembre 1985
  -  Angola 27-21  Côte d'Ivoire
  -  RP Congo 23 -15  Égypte
  - Exempt :  Sénégal
- Journée 2, 16 septembre 1985
  -  Sénégal 25-28  RP Congo
  -  Égypte 18-17  Côte d'Ivoire
  - Exempt :  Angola
- Journée 3, 17 septembre 1985
  -  RP Congo ??-??  Côte d'Ivoire
  -  Sénégal ??-??  Angola
  - Exempt :  Égypte
- Journée 4, 18 septembre 1985
  -  Angola ??-??  RP Congo
  -  Sénégal 22-24  Égypte
  - Exempt :  Côte d'Ivoire
- Journée 5, 19 septembre 1985
  -  Angola 22-16  Égypte
  -  Côte d'Ivoire ??-??  Sénégal
  - Exempt :  RP Congo

- Classement final :
  1.  RP Congo, qualifié pour les demi-finales
  2.  Égypte,  qualifié pour les demi-finales
  3.  Angola
  4.  Côte d'Ivoire
  5.  Sénégal

## Phase finale
Les matchs ont été disputés au complexe sportif de Cidadela à Luanda,,, :
|  | Demi-finales             | Demi-finales             |                        |    | Finale            | Finale            |
|  | Demi-finales             | Demi-finales             |                        |    | Finale            | Finale            |
|  |                          |                          |                        |    |                   |                   |
|  | 21 septembre 1985, 17h00 | 21 septembre 1985, 17h00 |                        |    | 23 septembre 1985 | 23 septembre 1985 |
|  | 21 septembre 1985, 17h00 | 21 septembre 1985, 17h00 |                        |    | 23 septembre 1985 | 23 septembre 1985 |
|  | Algérie                  | 24                       |                        |    | 23 septembre 1985 | 23 septembre 1985 |
|  | Algérie                  | 24                       |                        |    | 23 septembre 1985 | 23 septembre 1985 |
|  | Égypte                   | 17                       |                        |    | 23 septembre 1985 | 23 septembre 1985 |
|  | Égypte                   | 17                       | Algérie                | 23 |                   |                   |
|  | 21 septembre 1985, 19h30 |                          | Algérie                | 23 |                   |                   |
|  |                          | Tunisie                  | 17                     |    |                   |                   |
|  | Tunisie                  | Tunisie                  | 17                     | 19 |                   |                   |
|  | Tunisie                  |                          |                        | 19 |                   |                   |
|  | RP Congo                 | 17                       |                        |    |                   |                   |
|  | RP Congo                 | 17                       | Match pour la 3e place |    |                   |                   |
|  |                          |                          |                        |    |                   |                   |
|  | 23 septembre 1985        |                          |                        |    |                   |                   |
|  |                          |                          |                        |    |                   |                   |
|  | Égypte                   | 20                       |                        |    |                   |                   |
|  | Égypte                   | 20                       |                        |    |                   |                   |
|  | RP Congo                 | 23                       |                        |    |                   |                   |
|  | RP Congo                 | 23                       |                        |    |                   |                   |

### Finale
| lundi 23 septembre 1985 | Algérie                   | 23 – 17 | Tunisie     | Stade Cidadela de Luanda Affluence : 6 000 Arbitrage : Mousse et N'doye |
| lundi 23 septembre 1985 | Abdeslam Benmaghsoula (6) |         | Zouaghi (4) | Stade Cidadela de Luanda Affluence : 6 000 Arbitrage : Mousse et N'doye |
| lundi 23 septembre 1985 |                           | ×1      |             | Stade Cidadela de Luanda Affluence : 6 000 Arbitrage : Mousse et N'doye |

- Algérie : Ouchia (GB), El-Maouhab (GB) ; Doballah (1 but), Meknache (1), Bendjemil (5), Lacheheb (1), Benmaghsoula (6), Mohamed Seghir (5), Azeb (2), Aït Hocine (2), Bouzerar (1).  Entraineur : Aziz Derouaz.
- Tunisie : Yagouta, El-Gaid, Zouaghi (4), Khenissi (1), M'ssalli, Moatamri (2), Jmeicel (3), Mechmeche (1), Abadi Laribi (3), Seghir Sahli (1), Boughetas (2), Nadji Khladi (). Entraîneur : Sayed Ayari.

## Matchs de classements
Le match pour la 5e place est qualificatif pour le Championnat d'Afrique des nations 1987 tandis que la 6e place est les suivantes conduisent à la relégation au Championnat d'Afrique des nations B 1986.

## Classement final
Le classement final est,, :
| Rang                        | Pays          | Commentaire                                               |
| --------------------------- | ------------- | --------------------------------------------------------- |
| Médaille d'or, Afrique      | Algérie       | Qualifié pour le Championnat du monde 1986                |
| Médaille d'argent, Afrique  | Tunisie       | Qualifié pour le Championnat du monde B 1987              |
| Médaille de bronze, Afrique | RP Congo      | Qualifiés pour le Championnat d'Afrique des nations 1987  |
| 4e                          | Égypte        | Qualifiés pour le Championnat d'Afrique des nations 1987  |
| 5e                          | Angola        | Qualifiés pour le Championnat d'Afrique des nations 1987  |
| 6e à 9e                     | Côte d'Ivoire | Relégués dans le Championnat d'Afrique des nations B 1986 |
| 6e à 9e                     | Nigeria       | Relégués dans le Championnat d'Afrique des nations B 1986 |
| 6e à 9e                     | Cameroun      | Relégués dans le Championnat d'Afrique des nations B 1986 |
| 6e à 9e                     | Sénégal       | Relégués dans le Championnat d'Afrique des nations B 1986 |

Le classement des équipes de la 6e à la 9e place n'est pas certain.

## Récompenses
- Meilleur joueur du tournoi :  Paulo Bunze[9]